# (36991) 2000 SY360
2000 SY360 (asteroide 36991) é um asteroide da cintura principal. Possui uma excentricidade de 0.05626460 e uma inclinação de 3.60040º.
Este asteroide foi descoberto no dia 23 de setembro de 2000 por LONEOS em Anderson Mesa.